# 埃吉迪奥·普雷米亚尼
埃吉迪奥·普雷米亚尼（義大利語：Egidio Premiani，1909年2月16日—2002年），意大利男子篮球运动员。他曾代表意大利获得1936年夏季奥运会男子篮球比赛第七名。他也参加了1935年欧洲篮球锦标赛。